# Robert II de Bourgogne
Pour les articles homonymes, voir Robert II et Robert de Bourgogne.
Robert II de Bourgogne (né en 1248 — mort le 21 mars 1306) est duc de Bourgogne (1272-1306) et roi titulaire de Thessalonique (1284-1306).

## Biographie

### Origines et ascendance
Robert de Bourgogne, né en 1245/1248, appartient à la première maison capétienne de Bourgogne.
Il est le troisième fils du duc de Bourgogne et roi titulaire de Thessalonique Hugues IV (1213-1272) et de Yolande de Dreux (1212-1248) et frère d'Eudes de Bourgogne (1231-1266) et de Jean de Bourgogne (1231-1268).

### Les débuts troublés du duc
Ses frères aînés Eudes, comte de Nevers, d'Auxerre et de Tonnerre, et Jean, sire de Bourbon et comte de Charollais étant morts du vivant de leur père, Robert  est institué duc de Bourgogne par son père mourant le duc Hugues IV, en 1272. Il prend alors Robert II pour nom de règne.
En dépit de cette précaution paternelle avisée, le nouveau duc se voit contester ses droits sur le duché de Bourgogne par Robert de Dampierre, sire de Béthune puis comte de Flandre, et Robert, comte de Clermont. Ces derniers y prétendent au nom des nièces du duc, leurs épouses respectives, à savoir Yolande, comtesse de Nevers, fille aînée d'Eudes, et Béatrice, dame de Bourbon et de Charollais, fille unique de Jean.
En 1277, l'affaire est portée devant le roi de France Philippe III le Hardi, qui tranche en faveur du duc Robert II,.
À la mort de son père, Robert de Bourgogne hérite, outre le titre de duc, celui de roi de Thessalonique, les droits (purement théoriques) sur le royaume de Thessalonique ayant été donnés en 1266 au duc Hugues IV de Bourgogne par l'empereur de Constantinople Baudouin II, qui en était le suzerain. Ces droits sont cependant aussi revendiqués par le marquis de Montferrat, Guillaume VII, dont la famille régnait originellement sur le royaume.

### L'affirmation du pouvoir ducal
La consolidation et l'extension des droits ducaux dans les deux Bourgognes
Retrouvant l'intégralité de sa légitimité en 1277, Robert II entend consolider ses droits et le duché.
Tout d'abord, le duc récupère, par un accord signé en 1285, les quelques droits de sa nièce Marguerite, comtesse de Tonnerre, fille puînée d'Eudes.
Il acquiert, la même année, les mouvances de Treffort, Marloux et le pays du Revermont, puis, en 1288, celle de Pontarlier, du comte Othon IV de Bourgogne, renforçant ainsi la présence ducale en Comté et la protection du duché.
Cette dernière année, Robert II hérite, en outre, des possessions de son demi-frère puîné Hugues, sire de Montréal et vicomte d'Avallon.
Par ailleurs, il reçoit, en 1294, l'hommage de Philippe de Vienne (1240-1303), sire de Pagny et de Pymont, pour des terres d'Outre-Saône, qui avaient jusqu'alors le statut de francs-alleux, consolidant ainsi la garde des frontières du duché.
Enfin, en 1296, le roi Philippe IV le Bel octroie des titres au duc concernant les droits de celui-ci sur le comté de Bourgogne.

### Régence et investiture du Dauphiné
En 1272, au décès de son père, il assure le rôle de protecteur du fils aîné et encore mineur de Béatrice de Faucigny, le dauphin Jean Ier de Viennois, à la suite de l'accord conclu avec Guigues VII de Viennois, père de Jean. Toujours en vertu de cet accord, en 1273, à la suite du remariage de Béatrice avec Gaston VII de Béarn, il devient régent du Dauphiné. La même année, il autorise Anne, fille de Guigue VII et de Béatrice, et sœur de Jean, à épouser Humbert de La Tour-du-Pin contre la reprise en fief de terres situées dans la Manche de Coligny ; Treffort et Marboz.
À la mort de Jean Ier de Viennois, en 1282, dernier dauphin de Viennois de la première maison capétienne de Bourgogne, c'est sa sœur, Anne, qui hérite du Dauphiné et transmet le titre à son époux, Humbert de La Tour-du-Pin, qui devient ainsi dauphin.
Cette succession est contestée par Robert II, qui appuie ses prétentions sur cette terre par son appartenance à la même maison que feu Jean Ier de Viennois. Il porte l'affaire devant l'empereur Rodolphe Ier de Habsbourg, qui tranche en faveur du duc de Bourgogne en 1284. Mais cela n'empêchera pas un conflit d'éclater. Le dauphin reçoit l'aide des sires de Thoire-Villars, des comtes de Genève et du comte de Châlon; le duc reçoit l'appui du comte Philippe de Savoie. Un traité d'alliance est signé à l'occasion entre Bourgogne et Savoie qui comprend une clause instituant une rente viagère de 200 livres payées par le duc à Louis de Savoie. En 1283, il s’empare du Revermont et prend Treffort et se rend à Bourg ou le prince Amédée l'attend.
En 1285, un accord est cependant signé avec Humbert, qui recouvre ses droits sur le Dauphiné. Le dauphin de Viennois, reconnaît la suzeraineté du duc sur le Revermont ; le duc, lui, renonce à toutes prétention au Dauphiné et lui laisse la partie sud de la Manche des Coligny.

### La dévotion à la couronne de France
L'appui militaire
Robert II guerroie, en 1282, aux côtés de Charles Ier d'Anjou, roi de Sicile et oncle de la duchesse, lors des soulèvements de Palerme et de Corleone contre la domination française (Vêpres siciliennes), ainsi qu'en 1302, à la bataille de Courtrai auprès du roi de France Philippe le Bel, contre les milices flamandes.
Les offices
Robert II reçoit, dès 1277, du roi Philippe III le Hardi, qui lui offre son soutien lors de la contestation de ses droits sur le duché de Bourgogne, la charge de Grand chambrier de France, l'un des grands offices de la couronne de France.
En cette qualité, Robert II devient le chef de la Chambre du roi, cogère le Trésor royal avec le Grand bouteiller, signe les chartes importantes et juge avec les pairs de France.
Le duc reçoit en outre du roi Philippe le Bel, en 1294, la dignité de lieutenant du roi, en marque de sa confiance.
Diplomatie
Le roi de France le charge aussi de plusieurs missions diplomatiques.
En mars et avril 1286, le duc accompagne le roi Philippe le Bel dans le sud-ouest du royaume au cours d'un voyage destiné à négocier une réconciliation avec le roi Sanche IV de Castille. Les deux monarques ne se rencontrent pas; alors que Philippe ne dépasse pas Dax et que Sanche séjourne à San Sebastian, les discussions ont lieu par l'intermédiaire des plénipotentiaires, le duc de Bourgogne du côté français, l'archevêque de Tolède du côté castillan.
En juin 1297, il fait ainsi partie d'une ambassade française envoyée par le roi à la cour pontificale dont le but est de sceller la réconciliation entre le roi Philippe le Bel et le pape Boniface VIII, à la suite de la promulgation de la bulle Clericis laicos l'année précédente. Au début de l'année 1298, il participe à Rome aux négociations de paix franco-anglaises menées sous l'égide du pape, à titre de représentant du roi Philippe le Bel, de concert avec l'archevêque de Narbonne Gilles Aycelin, le comte de Saint-Pol Guy IV, l'archidiacre de Rouen Jean de Chevry, le chantre de Reims Jean de Montreuil et le garde du sceau royal Pierre Flotte. Ces négociations jettent les bases du futur traité de paix franco-anglais de Montreuil, signé le 19 juin 1299.
Fin août 1299, il dirige, de concert avec le duc Jean II de Bretagne, l'ambassade chargée de mener en Angleterre la princesse Marguerite, demi-sœur du roi Philippe, pour y épouser le roi Édouard Ier, conformément au traité de Montreuil. Le mariage est célébré dans la cathédrale de Canterbury le 10 septembre suivant.

### La succession
Dès 1297, Robert II fait rédiger son testament. Il lègue le duché à son deuxième fils, Hugues, héritier depuis la mort de son aîné Jean, en 1283, et constitue des rentes à ses enfants.
Il meurt en 1306 et est inhumé en la chapelle Saint-Georges, dite « des Ducs », de l'abbaye de Cîteaux, détruite en 1636 par les troupes du général impérial Matthias Gallas (1584-1647).
Son fils Hugues lui succède sous le nom de règne Hugues V, en Bourgogne, jusqu'à sa mort en 1315 ; il cède en 1313 ses droits sur le royaume de Thessalonique à son frère cadet Louis.

## Union et postérité
En 1273, Robert II de Bourgogne épouse Agnès de France (1260-1325), la fille du roi de France Louis IX et de Marguerite de Provence. De cette union naissent :
- Jean (1279-1283), mort en bas âge ;
- Marguerite (1285-?), morte jeune sans époux ni postérité ;
- Blanche (1288-1348), mariée, en 1307, au comte de Savoie Édouard Ier le Libéral (1284-1329) ;
- Marguerite (1290-1315), mariée, en 1305, au roi de Navarre et de France Louis X le Hutin (1289-1316) ;
- Jeanne (1293-1348), mariée, en 1313, à Philippe de Valois (1293-1350), comte du Maine, de Valois et d'Anjou, puis roi de France (Philippe VI) ;
- Hugues V (1294-1315, duc de Bourgogne, mort sans postérité ;
- Eudes IV (1295-1349), duc de Bourgogne, marié, en 1318, à Jeanne de France (1308-1347), héritière des comtés de Bourgogne et d'Artois ;
- Marie (1298-1336), mariée, en 1310, au comte Édouard Ier de Bar ;
- Louis (1297-1316), roi titulaire de Thessalonique, marié, en 1313, à Mathilde de Hainaut (1293-1331), héritière de la principauté de Morée ;
- Robert (1302-1334), marié à Jeanne de Châlon, héritière du comté de Tonnerre.